# Afroapoderus centralis
Afroapoderus centralis es una especie de coleóptero de la familia Attelabidae.

## Distribución geográfica
Habita en Kenia.